# La Vallée des poupées
Pour l'album du groupe Generation X, voir Valley of the Dolls.
Pour plus de détails, voir Fiche technique et Distribution.
La Vallée des poupées (Valley of the Dolls) est un film américain réalisé par Mark Robson, sorti en 1967.
C'est l'adaptation d'un roman éponyme de Jacqueline Susann, publié en 1966.

## Synopsis
Anne Welles quitte sa famille et son fiancé dans une petite ville de Nouvelle-Angleterre pour découvrir New York. Elle y devient secrétaire d'un avocat spécialisé dans le théâtre. Elle fait la connaissance de deux autres jeunes femmes qui prévoient de faire carrière dans le monde du spectacle : l'ambitieuse et prometteuse Neely O'Hara et la très belle mais peu talentueuse Jennifer North. Neely commence sa carrière de manière fulgurante mais ne tarde pas à se laisser prescrire trop de médicaments (pour dormir, pour être éveillée…). Son addiction ruinera ses deux mariages mais aussi sa vie professionnelle. Après une cure, elle tente un retour à Broadway mais l'alcool et les drogues seront les plus fortes. Jennifer se marie avec Tony, un chanteur qui veut devenir acteur et qui s'avère atteint d'une maladie dégénérative, forçant sa jeune épouse à trouver un moyen de payer ses soins. Partie tourner des films sensuels en Europe, elle met fin à ses jours lorsqu'elle doit subir une mastectomie qui la prive du seul bien qu'elle pense posséder : son corps. Enfin, Anne devient mannequin par hasard et vit des histoires d'amour décevantes qui la conduiront à retourner vivre dans sa ville natale.

## Fiche technique
- Titre original : Valley of the Dolls
- Titre français : La Vallée des poupées
- Réalisation : Mark Robson
- Scénario : Helen Deutsch et Dorothy Kingsley, d'après le roman de Jacqueline Susann
- Musique : John Williams (non crédité)[1]
  - Chansons : Dory Previn (lyrics ) et André Previn (musique)
- Direction artistique : Richard Day, Jack Martin Smith
- Décors : Raphaël Bretton, Walter M. Scott
- Costumes : Travilla
- Photographie : William H. Daniels
- Montage : Dorothy Spencer
- Production : Mark Robson et David Weisbart
- Société de production : Red Lion
- Société de distribution : 20th Century Fox
- Pays d'origine :  États-Unis
- Langue originale : anglais
- Format : Couleur — 35 mm — 2,35:1 — Son stéréo (Westrex Recording System)
- Genre : Film dramatique
- Durée : 123 minutes
- Dates de sortie : 
  - États-Unis : 15 décembre 1967 (première à New York)
  - France : 27 mars 1968
- Classification : Film interdit aux moins de 16 ans lors de sa sortie en salles, mais considéré comme tout public aujourd'hui.
- Affiches : Raymond Elseviers (Belgique), Enzo Nistri (Italie)

## Distribution
- Barbara Parkins : Anne Welles
- Patty Duke : Neely O'Hara
- Paul Burke : Lyon Burke
- Sharon Tate : Jennifer North
- Tony Scotti : Tony Polar
- Martin Milner : Mel Anderson
- Charles Drake : Kevin Gillmore

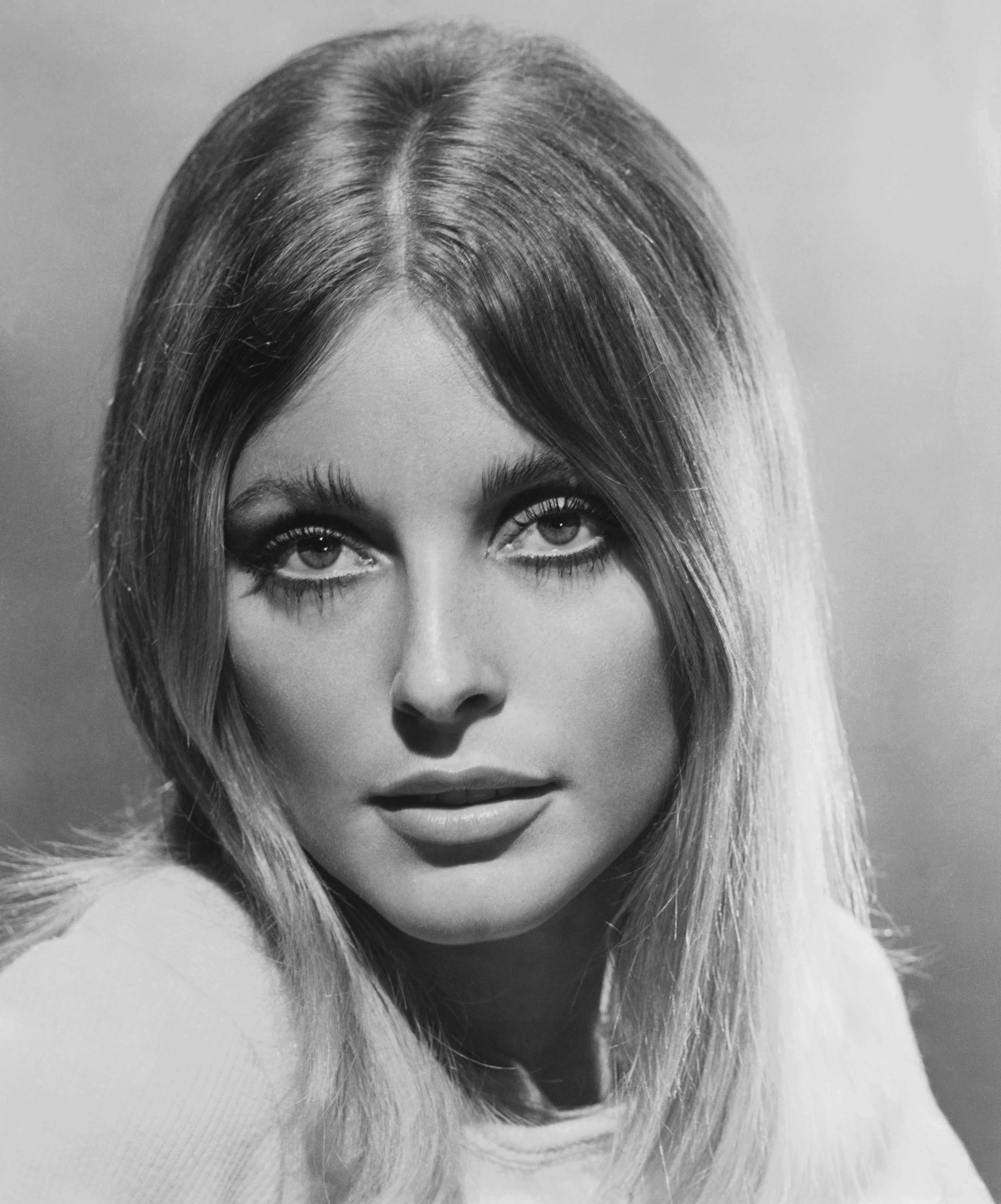
Portrait de Sharon Tate pour la promotion du film.

- Alexander Davion : Ted Casablanca
- Lee Grant : Miriam
- Naomi Stevens : Miss Steinberg
- Robert H. Harris : Henry Bellamy
- Jacqueline Susann : le premier journaliste
- Robert Viharo : le metteur en scène
- Joey Bishop : le présentateur du Téléthon
- George Jessel : le présentateur des Grammy Awards
- Susan Hayward : Helen Lawson

et non crédités
- Richard Dreyfuss : l'assistant metteur en scène
- Gertrude Flynn : la gérante des toilettes pour dames

## Chansons
- Theme from Valley of the Dolls, interprété par Dionne Warwick
- Give A Little More, interprété par Gaille Heideman (doublant Patty Duke)
- It's Impossible, interprété par Gaille Heideman (doublant Patty Duke)
- I'll Plant My Own Tree, interprété par Margaret Whiting (doublant Susan Hayward)
- Come Live With Me, interprétée par Tony Scotti

## À noter
- Les « poupées » mentionnées dans le titre sont les pilules que chacune des héroïnes du film consomme pour supporter son existence.
- Le film contient un pastiche des films d'art européens qui amalgame la Nouvelle Vague d'un Godard et les « nudies » (films déshabillés) de Max Pécas. En dehors de cette séquence, les scènes d'amour de La Vallée des poupées sont extrêmement pudiques et tournées en contre-jour.
- Le film La Vallée des plaisirs (Beyond the Valley of the Dolls) de Russ Meyer, le maître incontesté des « nudies », aurait dû être une suite de La Vallée des poupées. Jacqueline Susann, l'auteur du premier livre, avait soumis à la Twentieth Century Fox une suite à La Vallée des poupées mais, l'ayant refusé, la Fox s'est trouvée en droit de créer la suite qu'elle désirait. L'approche de Russ Meyer a été de faire de son film un pastiche du précédent plutôt qu'une continuation.
- Au détour d'une scène, on entrevoit (non crédité au générique) Richard Dreyfuss dans son tout premier rôle au cinéma après plusieurs apparitions à la télévision.
- Une grande amitié se noua entre les actrices du film, notamment entre Sharon Tate et Barbara Parkins, cette dernière étant témoin au mariage de Sharon Tate et Roman Polanski.
- Judy Garland avait été initialement choisie pour le rôle de Helen Lawson mais a été renvoyée en raison de son addiction à l'alcool. Après avoir envisagé Tammy Grimes et Bette Davis, Mark Robson engage Susan Hayward.